# Territoire de Jefferson

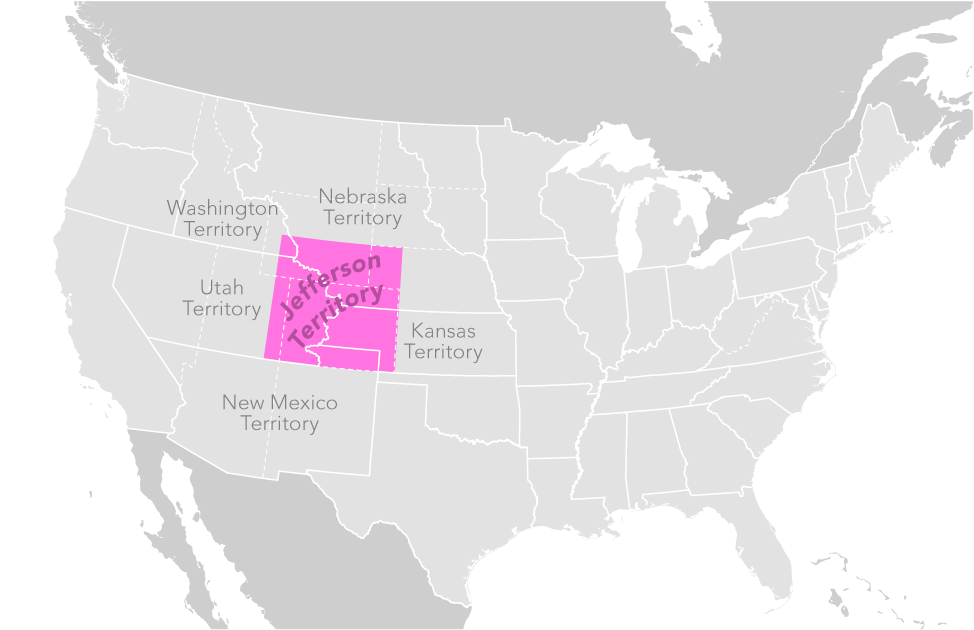
Localisation par rapport aux États actuels

Le territoire de Jefferson est un État américain non reconnu par le gouvernement fédéral, qui exista de fait du 24 octobre 1859 à la création du territoire du Colorado le 28 février 1861. Il était constitué de terres faisant officiellement partie du territoire du Kansas, du territoire du Nebraska, du territoire de l'Utah et du territoire de Washington, mais qui étaient éloignés des gouvernements de ces territoires. 
Le gouvernement du territoire de Jefferson, bien que démocratiquement élu, n’a jamais été légalement reconnu par le gouvernement des États-Unis, bien qu’il ait géré le territoire de façon relativement libre pendant 16 mois. La plupart des lois promulguées par la législature territoriale de Jefferson ont été reprises et sanctionnées officiellement par la nouvelle assemblée générale du Colorado en 1861.

## Contexte
Le 25 août 1855, le territoire du Kansas crée le comté d'Arapahoe, un immense comté englobant toute la partie occidentale du Kansas jusqu'aux montagnes Rocheuses. Le nouveau comté est occupé principalement par les Indiens Cheyennes et Arapahos et quelques rares colons blancs. Il n'est pas organisé car les dirigeants du territoire du Kansas sont préoccupés par les événements violents de Bleeding Kansas et ils ne peuvent consacrer que peu de temps ou d’attention pour répondre aux besoins de la partie la plus à l’ouest du territoire. La question de l’admission du Kansas à l’Union en tant qu’État esclave ou État libre dominait les discussions dans la partie orientale. Le Congrès des États-Unis était également préoccupé par les menaces de sécession des États esclavagistes.
En juillet 1858, la ruée vers l'or de Pikes Peak débute dans le comté d'Arapahoe et amène 100 000 chercheurs d'or dans la région. Les mineurs, situés à 970 km de la capitale du territoire du Kansas estimaient que la législature était déconnectée de leurs besoins. Ils pensaient qu'un nouveau territoire ou un nouvel État aurait l'avantage d'être plus réactif à la situation économique. Les mineurs de la région de Denver envoyèrent des délégués à la législature du Kansas et au Congrès des États-Unis pour amorcer un processus d'incorporation de leur territoire
Le 7 février 1859, la législature territoriale du Kansas remplaça le comté d'Arapahoe par six nouveaux comtés non organisés et nomma des commissaires de comté mais qui tardèrent à prendre leurs fonctions. Les colons de la région de leur côté ont tenté d'organiser eux-mêmes le territoire, et le 28 mars 1859 une élection a été organisée pour élire les dirigeants à  Auraria et Denver City. Entre-temps, Hiram J Graham, le délégué local envoyé auprès du Congrès, avait présenté avec succès un projet de loi visant à créer un nouveau territoire dans la région de Peak's Peak, initiative qui a néanmoins les colons à établir eux-mêmes un gouvernement séparé. 

## Établissement
Le territoire de Jefferson englobait tout l'état actuel du Colorado, mais aussi une partie plus ou moins importante des territoires voisins. Il s'étend ainsi sur environ 5 km plus à l’est, 222 km plus au nord et environ 80 km plus à l’ouest que l'actuel Colorado. Le 24 octobre 1859, de nouvelles élections ont été organisées pour approuver la constitution du territoire de Jefferson et pour élire des dirigeants et notamment le gouverneur Robert Williamson Steele. Ce dernier tenta de traiter avec les responsables du territoire du Kansas qui était toujours le gouvernement reconnu de la région. Le 7 août 1860, Steele demanda que le gouvernement provisoire du territoire de Jefferson soit intégré au territoire du Kansas. Cependant, les responsables du Kansas ont refusé de donner leur accord et l'impasse s'est poursuivie.
Le 6 novembre 1860, Abraham Lincoln remporta l'élection présidentielle américaine, ce qui précipita la sécession de sept États esclavagistes et la formation des États confédérés d'Amérique. Cela mit fin à toute chance d'un appui fédéral pour la reconnaissance du territoire de Jefferson. En outre, en tant que fervent démocrate pro-union et opposant déclaré de Lincoln et du parti républicain, R.W. Steele est également devenu un paria à Washington.
Le 26 janvier 1861, le Congrès des États-Unis a adopté un projet de loi organisant le territoire du Colorado. Le 28 janvier 1861, le président des États-Unis, James Buchanan, promulgua la loi. Le 6 juin 1861, le gouverneur Steele promulgua une proclamation visant à dissoudre le territoire de Jefferson et à exhorter tous les résidents à respecter les lois en vigueur aux États-Unis.

## Source
- (en) Cet article est partiellement ou en totalité issu de l’article de Wikipédia en anglais intitulé « Jefferson Territory » (voir la liste des auteurs).